# اتحاد العلماء الأمريكيين
اتحاد العلماء الأمريكيين
(اف أي اس) هو مجمع فكر  أمريكي  غير ربحي للسياسات العالمية، أسسه باحثون في مشروع مانهاتن عام 1945، تحت مبدأ أن العلماء لديهم التزام أخلاقي بتقاسم المعرفة للتأثير على القرارات الرئيسية الوطنية.
وتعتبر أبرز مخاوفهم في مراقبة الأسلحة النووية والبحوث النووية المدنية، التي لا تزال مواضيع بارزة في نظام المحاسبة الميدانية.